# جرد کانینگهام
جرد کانینگهام (انگلیسی: Jared Cunningham؛ زادهٔ ۲۲ مهٔ ۱۹۹۱) بازیکن بسکتبال اهل ایالات متحده آمریکا است.
از باشگاه‌هایی که در آن بازی کرده‌است می‌توان به لس آنجلس کلیپرز، آتلانتا هاوکس، میلواکی باکس، و دالاس ماوریکس اشاره کرد.